# 인종과 민족관계의 사회학

## 소개
인종과 민족관계의 사회학은 사회의 모든 수준에서 인종과 인종 사이의 사회적, 정치적, 경제적 관계를 연구하는 것이다. 이 영역은 주거 분리와 다른 인종과 민족 간의 다른 복잡한 사회 과정과 같은 체계적인 인종 차별에 대한 연구를 포함한다.
인종과 민족성에 대한 사회학적 분석은 자주 식민지 이후의 이론과 계층화 및 사회심리와 같은 사회학의 다른 영역과 상호작용한다. 정치적 정책 수준에서, 민족 관계는 동화주의나 다문화주의 측면에서 논의된다. 반인종차별은 특히 1960년대와 1970년대에 유행했던 또 다른 형태의 정책을 형성한다. 학문적 탐구 수준에서, 인종 관계는 개별 인종-민족 집단의 경험으로 또는 이론적인 문제를 압도함으로써 논의된다.

## 고전 이론가

### W.E.B. 뒤보이스

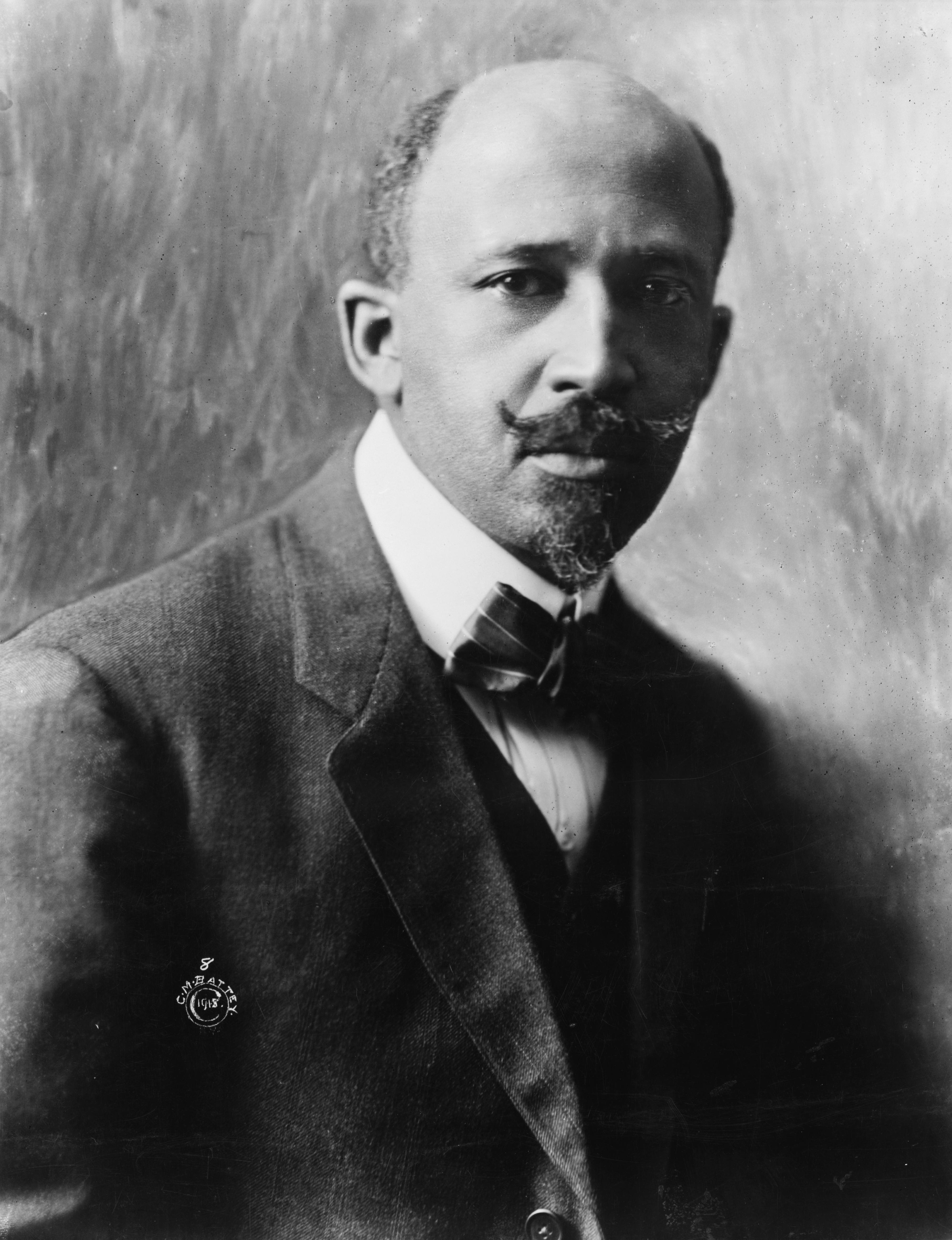
WEB 듀보이스 (1918)

W.E.B. 뒤보이스는 20세기의 가장 영향력 있는 흑인 학자 및 운동가 중 한 명으로 잘 알려져 있다. 두보이스는 자신의 사람들을 교육했고, 그의 사람들에 대한 사회적 불공평에 대해 다른 사람들을 깨우치기 위한 방법으로 학계를 찾았다. 두보이스의 연구는 "네그로 집단을 원인이 아닌 증상으로서; 분투하고, 두근거리는 집단으로서, 그리고 불활성하고, 병든 범죄 조직으로서; 오랜 역사적 발전과 일시적인 사건이 아닌 것으로 밝혀냈다. 듀보이스가 흑인 미국인들은 사회 안에서 더 높은 위치를 확보하기 위해 학교 교육에 새로운 접속을 사용하고 고등 교육을 받아들여야 한다고 믿었다. 그는 그의 이 생각에 재능 있는 열번째로 언급했다. 인기를 얻고 있는 가운데, 그는 또한 신념을 위해 흑인들 몇몇 장소에서 무료가 있기 위해서는 그들은 어디에나 없어야 한다라고 설교했다. 아프리카와 러시아를 여행한 후, 그와 장기 비전으로 그것을 인정했다 통합 자신의 원래 철학을 철회했다.

### Marx (마르크스)
마르크스는 중산층을 누구든 한 사람을 떨어지면서 " 위대한"클래스는 자본가 계급과 서민을 가진 것으로 사회 묘사했다. 그는 노동자 계급을 자본가 계급에 대한 시도는 노동 계급의 착취를 멈추기 위해서 상승하기를 희망한다. 로 검은 색과 흰 색 노동자 분리되었다 그는, 그들의 실패 자본가 계급에 체계화하는 것의 일부 비난했다. 미국에서 흑인과 백인 특히 사이에 이러한 분리, 인종 차별에 기여했다. 마르크스는 인종 차별에 분절된 노동 시장을 통해 자본주의의 기여와 수익의 인종 간의 불평등 탓으로 돌린다.

### Booker T. Washington(부커 T. 워싱턴)
부커 T. 워싱턴은 19세기와 20세기의 가장 영향력 있는 흑인 교육자 중 하나로 여겨졌다. 1856년 버지니아에서 노예로 태어난 워싱턴은 노예제도가 끝나가면서 성년이 되었다. 그러나 노예제도가 끝나자마자, 그것은 흑인의 부채로 귀결된 남부의 소작제도로 대체되었다. 재건 시대가 끝난 후 남한에서 점점 더 많은 차별을 받고 있는 가운데, 워싱턴은 미국 진출의 열쇠는 정치적 발전이 아니라 교육을 받고 경제 복지를 개선하는 것이라고 느꼈다. 결과적으로, 1881년에, 그는 성장하는 산업 분야에서 직업을 찾도록 돕는 개인들에게 교육을 제공하기 위해 현재 Tuskegee 대학인 Tuskegee Institute를 설립했다. 정치적 진보보다는 흑인들을 위한 교육에 초점을 맞춤으로써, 그는 자신의 대의명분을 위해 백인들로부터 재정적인 지지를 얻었다. 그러나 비밀리에 그는 흑인들의 차별과 차별에 대한 법적 도전을 추구했다.

### Weber
막스 베버 인종 관계를 미시 사회학 1906년에 시작하여 기초를 다졌다. 베버 그룹 진흥 재단은 생물학적 특성이 아닌 기초가 되지 않는 한 특징을 공유하로 간주된다고 주장했다. 그것은 이 공유 인식과 다른 것과 하나의 민족성 차이를 만드는 세속. 이 그의 동 시대의 많은 분들은 종족 집단 생물학적 유사점 혼자 떨어져 회원의 그룹 안에 사회적 인식에서 형성되었다 믿는 견해에서 다르다.

## 현대 이론가

### Eduardo Bonilla-Silva
Eduardo Bonilla-Silva는 현재 듀크 대학의 사회학 교수이고 2018년 미국 사회학 협회의 회장이다. 그는 1993년 위스콘신-매디슨 대학에서 박사학위를 받았는데, 그곳에서 그는 그의 멘토인 찰스 카믹을 만났는데, "카믹은 나를 믿고 졸업 직전에 나에게 미국 사회학에 크게 기여할 테니 내가 미국에 머물러야 한다고 말했다." 보닐라실바는 인종학자로서 그의 일을 시작한 것이 아니라, 원래 계급 분석, 정치 사회학, 발전 사회학(세계화)에서 훈련을 받았다. 그가 위스콘신 대학에서 인종 정의를 요구하는 학생 운동에 참여했던 1980년대 후반이 되어서야 그는 인종에서 그의 일을 시작했다. 인종차별주의자가 없는 인종차별이라는 그의 책에서 보닐라 실바는 덜 노골적인 인종차별에 대해 논하고 있는데, 그는 이 인종차별을 "새로운 인종차별주의"라고 부르는데, 이 인종차별은 같은 일을 성취하기 위해 "적법성"으로 위장한다. 그는 또한 "색맹 인종차별"에 대해 논하는데, 이것은 본질적으로 사람들이 우리가 평등을 달성했고 과거와 현재의 차별을 부인할 때 일어난다.

### Patricia Hill Collins
Patricia Hill Collins는 현재 대학 공원 메릴랜드 대학교의 저명한 대학교 교수인 Emerita이다. 그녀는 1984년 브랜다이스 대학교에서 사회학 박사학위를 받았다. 콜린스는 미국 사회학 협회의 회장 당선자였으며, 그곳에서 그녀는 100번째 회장이자 그 단체의 회장이 된 최초의 흑인 여성이었다. 콜린스는 사회이론가로서 그의 연구와 연구는 주로 인종, 사회적 계급, 성별에 초점을 맞추고 있다. 그녀는 그 주제에 대해 많은 책과 기사를 썼다. 콜린스의 작품은 색채의 여성의 렌즈를 통해 문제를 살펴봄으로써 교차성에 초점을 맞춘다. 그녀의 작품에서, 그녀는 "우선, 우리는 억압이 무엇인지에 대한 새로운 비전이 필요하다. 인종, 계급, 성별을 포함하는 새로운 범주의 분석은 억압의 독특하면서도 서로 맞물리는 구조이다."라고 썼다.

### Denise Ferreira da Silva
Denise Ferreira da Silva는 훈련된 사회학자이자 인종 비판 철학자이다. 그녀는 브리티시 컬럼비아 대학교의 사회정의연구소(성, 인종, 성, 성, 사회정의 연구소)의 교수이자 이사이다. UBC에 입사하기 전, 그녀는 캘리포니아 대학교 샌디에이고에서 민족학 부교수로 재직했다. 다 실바의 주요 모노그래프인 "인종의 세계사상을 향하여"는 인종이 역사적이고 과학적인 개념으로 부상하는 것을 재구성하기 위해 데카르트에서 헤르더에 이르는 현대 철학적 사고의 역사를 추적한다. 다 실바에 대한 이러한 인종 관계의 사회학은 현대 문맥에서 세계적인 (외부 공간)으로 부상하는 인종과 문화의 발전의 주요 현장으로 마음을 위치시킨다.

## 국가별 훈육

### 미국
미국에서, 인종과 민족 관계에 대한 연구는 이민의 주요한 물결과 관련된 요소들에 의해 널리 영향을 받아 왔다. 그 이유는 다가오는 집단이 더 넓은 주류 미국 문화와 경제에 동화되면서도 그들 자신의 문화적, 민족적 정체성을 유지하는 데 어려움을 겪기 때문이다. 미국 연구에서 처음이자 가장 널리 알려진 주제 중 하나는 농장의 강제 노예로 인해 발생하거나 남아 있는 무거운 집단적 기억과 문화 때문에 백인 미국인과 아프리카계 미국인 사이의 관계에 관한 것이다. 미국 역사의 나머지 기간 동안, 미국 이민의 각 새로운 물결은 다양성을 유지하는 것과 동화되는 것 사이의 긴장이 새로운 형태를 띠면서 또 다른 일련의 문제들을 가져왔다. 인종주의와 갈등은 이 시기에 종종 발생한다. 그러나 일부 핵심 조류는 이러한 지식의 본문에서 얻을 수 있다. 미국의 맥락에서, 경제적, 정치적, 또는 지정학적 위기의 시기에 소수 민족이 처벌을 받는 경향이 있다. 그러나 사회적이고 체제적인 안정의 시대는 서로 다른 그룹들 사이에 존재하는 근본적인 긴장을 침묵시키는 경향이 있다. 인식하든 현실적이든 사회적 위기의 시기에 미국 정체성의 후퇴는 미국 정치 지형의 전면에 등장했다. 일본계 미국인들을 수감소에 수감시킨 행정명령 9066호와 중국인 노동자들의 미국 이민을 금지한 19세기 중국인 배척법(현지 노동자들은 중국 노동자들을 위협으로 보았다)에서 그 예가 될 수 있다. 현재 예로는 9/11 테러 이후 회교도 미국인들에 대한 반발이 있지만, 이는 공공 정책이 아닌 시민 사회에서 일어났다.

### 영국
영국에서는, 제국이 해체되고 2차 세계대전의 사회적 파괴가 있은 후 1950년대에 외국인들은 이주하도록 적극적으로 장려되고 후원되었다. 1962년 영연방 이민법은 특정 영국 영연방 회원들만이 이주할 수 있도록 법을 바꾸었다. 이 법은 1968년 영연방 이민법과 1971년 이민법으로 다시 강화되었다. 1968년 인종관계법은 고용, 주택, 상업 및 기타 서비스에 관한 특정 차별금지 정책을 확대하였다. 이것은 1976년 인종 관계법과 함께 다시 연장되었다.
영국의 미디어 및 문화 연구 설립과 마찬가지로, '인종 관계'는 종종 사회학과나 다른 인문학교 내에서 느슨하게 구별되는 학문으로서 가르친다.
영국의 주요 이론가로는 폴 길로이, 스튜어트 홀, 리처드 젠킨스, 존 렉스, 마이클 밴턴, 타릭 모두드가 있다.

## 사회 심리학

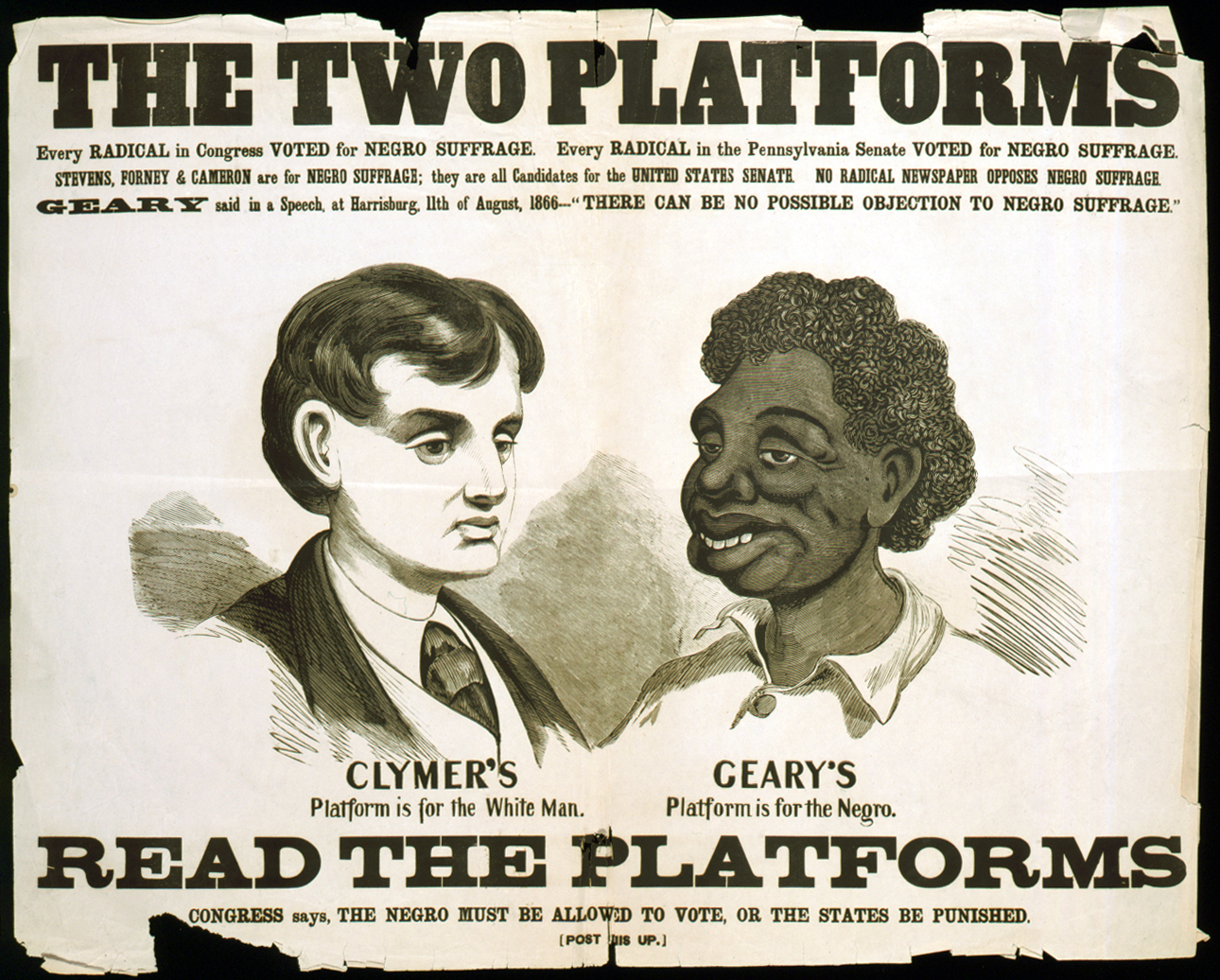
펜실베이니아 주지사 선거의 인종 차별적인 선거 포스터 (1866년)

인종 관계에 관한 가장 중요한 사회심리학적 발견 중 하나는 고정관념에 사로잡힌 집단의 구성원들이 그러한 고정관념을 내면화하고 따라서 광범위한 해로운 결과를 겪는다는 것이다. 예를 들어, 고정관념 위협이라고 불리는 현상에서, 시험에서 나쁜 점수를 받는 것으로 정형화된 인종과 민족 그룹의 구성원들은 만약 그들이 이 고정관념을 상기한다면, 그 시험에서 더 낮은 점수를 받을 것이다.  그 효과는 너무 강해서 시험 응시자에게 시험을 보기 전에 그녀 또는 그의 인종을 진술하도록 요청하는 것조차 시험 성적을 크게 변화시킬 것이다.  특히 이 연구 라인에 대한 사회학적 기여는 그러한 부정적인 고정관념이 즉석에서 만들어질 수 있다는 것을 발견했다. Michael Lobagelia 외 연구진(1998)은 왼손잡이들이 특정한 종류의 시험에서 불이익을 받는 집단이라고 믿게 되면 고정관념 위협을 받을 수 있다는 것을 보여주었다.

## 감사 연구
인종에 대한 또 다른 중요한 연구 분야는 감사 연구의 형태를 띤다. 감사 연구 접근방식은 인종에 의한 평균적인 차이가 없는 사람들의 인위적인 풀을 만든다. 예를 들어, 백인 감사와 흑인 감사 그룹은 인종 이외의 모든 범주에 걸쳐 일치하며, 동일한 방식으로 행동하도록 철저히 훈련된다. 거의 동일한 이력서를 가지고, 그들은 같은 직업을 위해 면접에 보내진다. 평균의 단순 비교는 차별에 관한 강력한 증거를 제시할 수 있다. 사회학에서 가장 잘 알려진 감사 연구는 하버드 대학 사회학자 데바 페이저의 범죄 기록의 마크이다. 이 연구는 최근 감옥에서 석방된 흑인과 백인의 직업 전망을 비교한다. 그것의 주요 발견은 흑인들이 서비스직에 지원할 때 크게 차별을 받는다는 것이다. 게다가, 전과가 있는 백인들은 흑인과 면접이 없는 것과 거의 같은 가능성을 가지고 있다. UCLA 사회학자 S에 의한 또 다른 최근 감사. 마이클 갓디스는 일류 사립 및 고급 주 고등 교육 기관 출신의 흑인 및 백인 대학 졸업자들의 취업 전망을 조사한다. 이 연구는 하버드 같은 엘리트 학교를 졸업한 흑인들이 UMass Amherst와 같은 주립 학교를 졸업한 백인들과 인터뷰를 할 가능성이 거의 비슷하다는 것을 발견한다.

## 같이 보기
- 흑인 여성주의

## 읽을거리
- Banton, M. 1987. 인종 이론: 케임브리지: Cambridge University Press.
- Ellis, J. 2011. 인종 관계 | 문화와 민족. USARiseUp
- Feagin, J. 2003. 인종과 민족 관계[깨진 링크(과거 내용 찾기)]. Prentice Hall (8th edition)
- Gibson, Robert. 1978. Booker T. Washington and W. E. B. DuBois: 흑인 지도력의 문제. Yale
- Jenkins, R. 2008. 민족성을 재고하는 중이다. 런던: Sage (2nd edition).
- Malesevic, S. 2004. 민족사회학. 런던: Sage.
- Omi, M. & Winant, H. 1986. 미국의 인종 형성 뉴욕: Routledge
- Vera, H; Feagin, J. 2007. 인종과 민족관계의 사회학 지침서. Springer
- Wilson, H. 2006. 인종과 민족관계의 사회학. Bryant
- Zuckermann, Ghil'ad et al. (2015), 참여 - 호주 정부, 원주민 및 토레스 해협 섬 주민, 그리고 이들의 예술 관행 및 지적 재산과 상호 존중하고 상호 교류하기 위한 가이드: 토착 문화 지원.